# Chênois Genève Volleyball 2016-2017
Questa voce raccoglie le informazioni riguardanti il Chênois Genève Volleyball nella stagione 2016-2017.

## Organigramma societario
Area direttiva
- Presidente: Philippe Tischhauser

Area organizzativa
- Team manager: Roland Trombert

Area comunicazione
- Responsabile comunicazione: Sophie Gallay

Area tecnica
- Allenatore: Carlos Carreño
- Secondo allenatore: Roland Trombert, Michel Lamas
- Scoutman: Olivier Huber

Area sanitaria
- Medico:
- Fisioterapista: Lucille Laleu, Mathieu Suzineau

## Rosa
| N° | Nome               | Ruolo | Data di nascita  | Nazionalità sportiva |
| -- | ------------------ | ----- | ---------------- | -------------------- |
| 1  | Matthieu Cuendet   | C     | 1º dicembre 1997 | Svizzera             |
| 2  | Léo Perez          | L     | 15 giugno 1996   | Svizzera             |
| 3  | Luca Voirol        | S     | 3 marzo 1990     | Svizzera             |
| 4  | Antonio dos Santos | C/O   | 3 gennaio 1999   | Svizzera             |
| 5  | Stepan Abramov     | C     | 19 gennaio 1988  | Svizzera             |
| 7  | Luka Babić         | S/O   | 7 luglio 1994    | Montenegro           |
| 8  | Ludvik Simonin     | S     | 9 febbraio 1994  | Svizzera             |
| 10 | Damien Jasquet     | C     | 8 giugno 1994    | Svizzera             |
| 12 | Antoine Blazy      | P     | 13 dicembre 1989 | Svizzera             |
| 13 | Gaëtan Huber       | L     | 28 dicembre 1996 | Svizzera             |
| 15 | Ruï dos Santos     | C     | 24 marzo 1984    | Portogallo           |
| 17 | Marlos Palharini   | S     | 3 febbraio 1984  | Spagna               |
| 18 | Ángel Petit        | P     | 18 febbraio 1983 | Venezuela            |

## Mercato
| Acquisti | Acquisti       | Acquisti           | Acquisti   |
| R.       | Nome           | da                 | Modalità   |
| -------- | -------------- | ------------------ | ---------- |
| S/O      | Luka Babić     | Budvanska rivijera | definitivo |
| C        | Damien Jaquet  | Servette           | definitivo |
| P        | Ángel Petit    | Axis Guibertin     | definitivo |
| S        | Ludvik Simonin | Servette           | definitivo |
| S        | Luca Voirol    | Servette           | definitivo |

| Cessioni | Cessioni          | Cessioni     | Cessioni   |
| R.       | Nome              | a            | Modalità   |
| -------- | ----------------- | ------------ | ---------- |
| S        | Yohan Chandon     | Lutry-Lavaux | definitivo |
| S        | Carlos Guerra     | Schönenwerd  | definitivo |
| S        | Mouad Naimi       | Colombier    | definitivo |
| C        | Emmanuel Schaller | -            | ritirato   |
| S/O      | Adrien Taghin     | -            | definitivo |
| P        | Jérémy Tomassetti | Losanna UC   | definitivo |

## Statistiche

### Statistiche di squadra
| Competizione      | Punti | In casa | In casa | In casa | In trasferta | In trasferta | In trasferta | Totale | Totale | Totale |
| Competizione      | Punti | G       | V       | P       | G            | V            | P            | G      | V      | P      |
| ----------------- | ----- | ------- | ------- | ------- | ------------ | ------------ | ------------ | ------ | ------ | ------ |
| Lega Nazionale A  | 22    | 14      | 6       | 8       | 14           | 4            | 10           | 28     | 10     | 18     |
| Coppa di Svizzera | -     | 1       | 0       | 1       | 2            | 2            | 0            | 3      | 2      | 1      |
| Totale            | -     | 15      | 6       | 9       | 16           | 6            | 10           | 31     | 12     | 19     |

G = partite giocate; V = partite vinte; P = partite perse

### Statistiche dei giocatori
NB: Non sono disponibili i dati relativi alla Lega Nazionale A e alla Coppa di Svizzera